# Wearing Yr Smell
Wearing Yr Smell è un Ep della band norvegese Motorpsycho pubblicato nel 1994.

## Tracce
1. Wearing Yr Smell – 3:33
2. President Block – 3:22
3. Jr. – 4:33
4. Birds – 4:17
5. Leave It Like That (Edit) – 2:33

## Formazione
- Bent Saether / voce, basso, chitarra, mellotron, batteria, percussioni, piano, sitar, basso synth
- Hans Magnus Ryan / chitarre, voce, piano, percussioni
- Haakon Gebhardt / batteria, banjo, percussioni

e con:
- Lars Lien / piano, wurlitzer, organo hammond, voci
- Helge Sten / campionatori, mellotron, sintetizzatori, theremin